# Übach-Palenberg
Pour les articles homonymes, voir Ubach.
Übach-Palenberg est une ville d'Allemagne (Rhénanie-du-Nord-Westphalie), à la frontière avec les Pays-Bas. Elle est située tout près de Cologne et de Aix-la-Chapelle et l'actuel maire de la ville se nomme Wolfgang Jungnitsch.
La ville comporte 25 000 habitants et est jumelée avec la ville française de Rosny sous bois. Il y a 139 associations sportives actives, une équipe de boxe, 2 châteaux ainsi qu'un centre commercial.
Ancienne ville minière, on peut y admirer les ruines des mines dans le parc de la ville, ainsi que les anciennes maisons de mineurs, construites de 1912 à 1950.
Il y a quelques années, 1 million d'euros ont été investis pour créer un terrain de football équipé d'un sol synthétique. Chaque année, de nombreux événements sportifs ont lieu, notamment un concours d'équitation. Le maire lui-même a été directeur de la ligue de natation.
La ville comporte un fort taux d'immigration. Les principaux immigrés sont des Turcs, mais on dénombre aussi beaucoup de Portugais, de Maghrébins et d'Espagnols.
Übach-Palenberg est aussi connue pour sa proximité avec le Ludwig Forum, un musée d'art moderne qui regroupe des originaux d'artistes célèbres tels que Jean-Michel Basquiat et Andy Warhol.

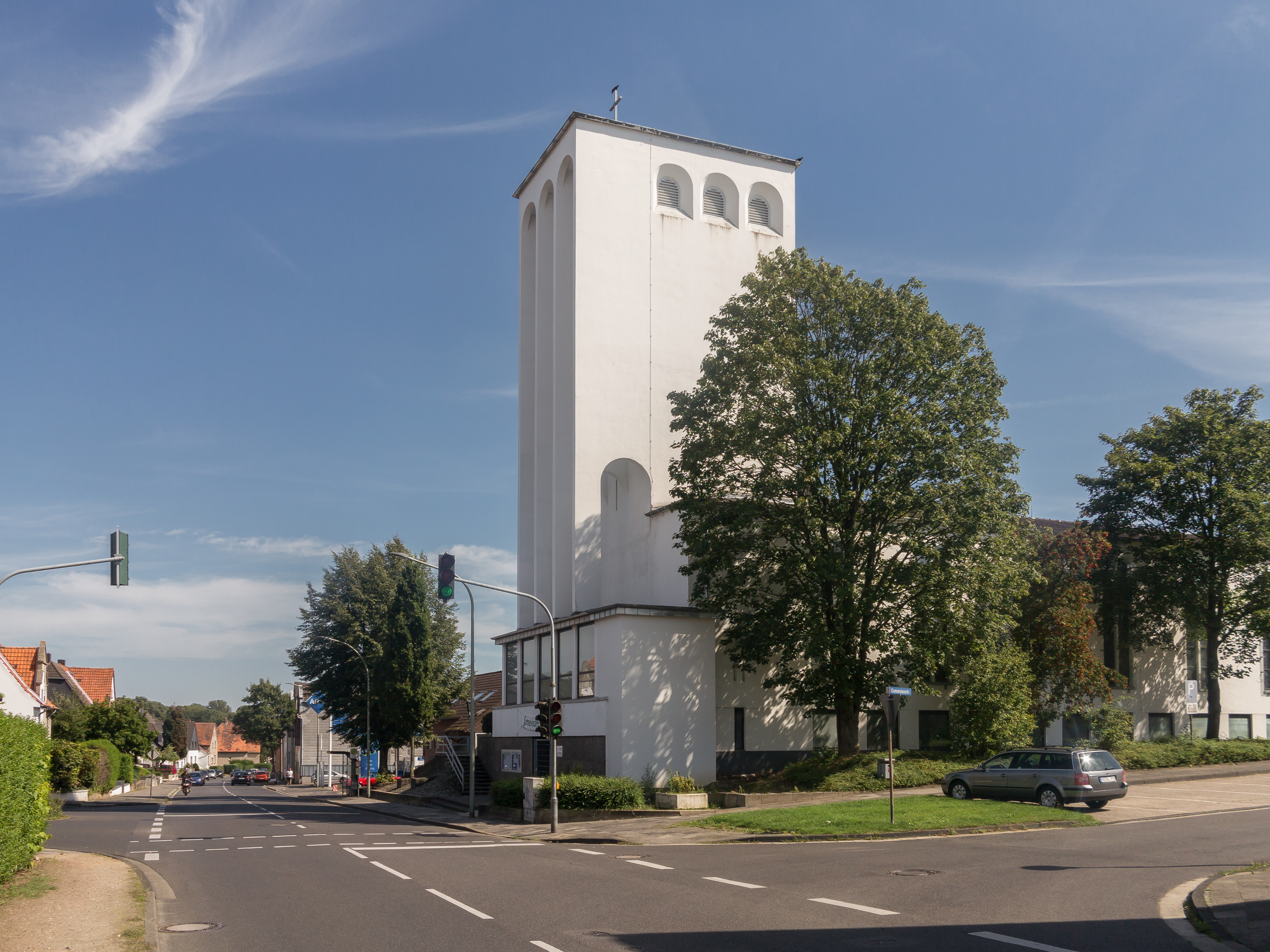
Übach, l'église: die Erlöser Kirche

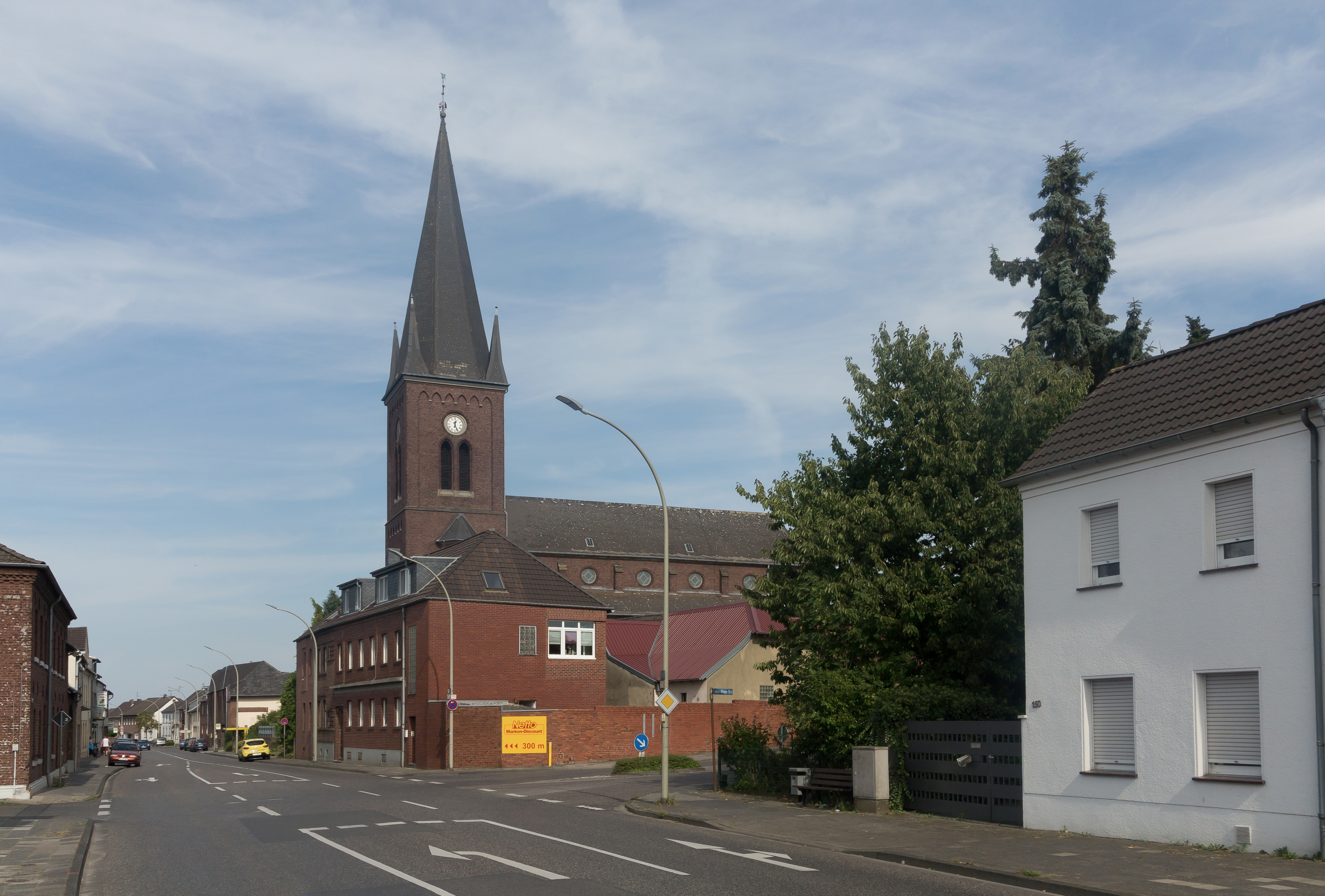
Scherpenseel, l'église catholique dans la rue